# Omloop van het Houtland 1973
L'Omloop van het Houtland 1973, ventinovesima edizione della corsa, si svolse il 27 settembre 1973 su un percorso con partenza e arrivo a Lichtervelde. Fu vinto dal belga Marc Lievens della Molteni davanti ai suoi connazionali Pol Lannoo e Gerry Catteeuw.

## Ordine d'arrivo (Top 10)
| Pos. | Corridore         | Squadra                    | Tempo |
| ---- | ----------------- | -------------------------- | ----- |
| 1    | Marc Lievens      | Molteni                    |       |
| 2    | Pol Lannoo        | Watney-Maes Pils           |       |
| 3    | Gerry Catteeuw    | Ijsboerke-Bertin           |       |
| 4    | Willy Van Neste   | Sonolor                    |       |
| 5    | André Hendryckx   | Novy-Total                 |       |
| 6    | Michel Pollentier | Flandria-Shimano-Carpenter |       |
| 7    | Ronny Vanmarcke   | Flandria-Shimano-Carpenter |       |
| 8    | Eddy Cael         | Novy-Total                 |       |
| 9    | Herve Vermeeren   | Hertekamp                  |       |
| 10   | Willy Planckaert  | IJsboerke-Bertin           |       |